# Antillophos brigitteae
Antillophos brigitteae là một loài ốc biển, là động vật thân mềm chân bụng sống ở biển trong họ Buccinidae.